# Eurovision Şarkı Yarışması
Eurovision Şarkı Yarışması  was de Turkse preselectie voor het Eurovisiesongfestival van 1975 tot 2002 en in 2005.
Na de eerste editie bleef Turkije meteen 2 jaar weg door de laatste plaats in 1975. De winnaar van 1979 moest zich onder druk van de Arabische landen terugtrekken omdat het songfestival in Jeruzalem gehouden werd. Erg succesvol waren de Turkse kandidaten niet; in 1986 werd voor de eerste keer de top 10 gehaald met de groep Klips ve Onlar. Şebnem Paker bracht enigszins redding in 1996 en 1997 toen zij het land vertegenwoordigde; in 1996 werd ze 12de wat voor Turkije de 2de beste notering ooit was en een jaar later overtrof ze alle verwachtingen door als 3de te eindigen.
Na een teleurstellende 16de plaats in 2002 besloot men de preselectie af te schaffen en werd de kandidaat rechtstreeks gekozen wat in 2003 al meteen een succes bleek, want Sertab Erener won het Eurovisiesongfestival. Ook in 2004 behaalden de Turken een zeer verdienstelijke 4de plek. Desondanks werd in 2005 toch weer besloten voor een preselectie. Het lied voor 2006 is vervolgens weer aangewezen via een interne selectie. In 2013 trok Turkije zich definitief terug.

## Lijst van winnaars
| Jaar | Artiest                                      | Titel                           | Finale | Ptn |
| ---- | -------------------------------------------- | ------------------------------- | ------ | --- |
| 2005 | Gülseren                                     | Rimi rimi ley                   | 13e    | 92  |
| 2002 | Buket Bengisu & Saphire                      | Leylaklar soldu kalbinde        | 16e    | 29  |
| 2001 | Sedat Yüce                                   | Sevgiliye son                   | 11e    | 41  |
| 2000 | Pinar Ayhan & the S.O.S. band                | Yorgunum anla                   | 10e    | 59  |
| 1999 | Tuba Önal & grup Mystik                      | Dön artik                       | 16e    | 21  |
| 1998 | Tüzmen                                       | Unutamazsin                     | 14e    | 25  |
| 1997 | Şebnem Paker & Etnic grup                    | Dinle                           | 3e     | 121 |
| 1996 | Şebnem Paker                                 | Besinçi mevsim                  | 12e    | 57  |
| 1995 | Arzu Ece                                     | Sev!                            | 16e    | 21  |
| 1993 | Burak Aydos & Serter & Baybora Öztürk        | Esmer yarim                     | 21e    | 10  |
| 1992 | Aylin Vatankos                               | Yaz bitti                       | 19e    | 17  |
| 1991 | Izel Çeliköz, Rayhan Soykarçi & Can Ugurluér | Iki dakika                      | 12e    | 44  |
| 1990 | Kayahan Acar                                 | Gözlerinin hapsindeyim          | 17e    | 21  |
| 1989 | Pan                                          | Bana bana                       | 21e    | 5   |
| 1988 | MFÖ                                          | Sufi (hey ya hey)               | 15e    | 37  |
| 1987 | Seyyal Taner & Lokomotif                     | Sarkim sevgi üstüne             | 22e    | 0   |
| 1986 | Klips ve Onlar                               | Halley                          | 9e     | 53  |
| 1985 | MFÖ                                          | Di dai di dai dai (a'sik oldum) | 14e    | 36  |
| 1984 | Beş Yıl Önce On Yıl Sonra                    | Halay                           | 12e    | 37  |
| 1983 | Çetin Alp & The Short Waves                  | Opera                           | 20e    | 0   |
| 1982 | Neco                                         | Hani                            | 15e    | 20  |
| 1981 | Modern Folk Trio & Ayşegül                   | Dönme dolap                     | 18e    | 9   |
| 1980 | Ajda Pekkan                                  | Petr'oil                        | 15e    | 23  |
| 1979 | Maria Rita Epik & 21                         | Seviyorum                       | X      | (*) |
| 1978 | Nilüfer & Nazar                              | Sevinçe                         | 18e    | 2   |
| 1975 | Semiha Yankı                                 | Seninle bir dakika              | 19e    | 3   |